# Collapse
Collapse —  игра в жанре шутер от третьего лица с элементами слэшера, разработанная украинской компанией Creoteam для платформы Microsoft Windows.
Collapse повествует о последнем из оставшихся в живых Лорде — Родане. Действие игры происходит на территории так называемой «Свалки», расположенной в городе Киеве и окрестностях.
В мае 2010 года вышло самостоятельное дополнение — Collapse: The Rage («Collapse: Ярость»).

## Сюжет
В 2013 году в центре Киева появляется загадочная аномалия «Дыра» — портал в альтернативную вселенную, из которого появились кошмарные монстры. С целью изучения этого явления в город направляется научная экспедиция, а правительство вводит карантин, ограждая Киев непроходимой стеной с автоматическими турелями «для защиты от пришельцев». Очень быстро изолированный город (получивший впоследствии название «Свалка») в условиях беззакония захватывают бандитские группировки, а ученые в закрытом научном комплексе проводят опыты, порой далекие от этических норм. Власть теперь представляют Лорды — главы наиболее могущественных банд.
2096 год. В ходе взрыва, подстроенного неизвестным, все Лорды оказались убиты. На сходке главарей решается вопрос о дальнейших действиях. Мнения разнятся: пока «третейский судья» Николай призывает всех к благоразумию, другие главари отстаивают свой взгляд на действительность. Неожиданностью для многих становится появление главного героя Родана — последнего Лорда, как оказалось, выжившего после взрыва. Сходка прерывается взрывом и нападением военных, после которой Родан выясняет, что гибель остальных Лордов подстроил Марк — главарь набиравшей силу банды.
Пережив очередное покушение, Родан оказывается в закрытой лаборатории, где встречает профессора Горина, который подозрительно осведомлен о прошлом героя. Разобравшись с огромным монстром Стражем и прибывшими военными наемниками, Родан отправляется на встречу со старым другом Дырявым, не единожды его выручавшим. Совместными усилиями они наносят удар по крепости Марка, а Родан в поединке убивает главаря.
На связь с Роданом выходит Елена — член научной группы под руководством властного профессора Зиновского, изучающей «Дыру». Она рассказывает герою, что для закрытия «Дыры» необходимо отыскать некие ключи. Два ключа Родан уже заполучил от Горина и Марка, теперь необходимо добыть остальные. Очередной ключ находится у Зелёного — одного из главарей, не признающих власти Лордов. С боем проникнув в логово Зелёного, Родан забирает ключ и спустя некоторое время попадает в ловушку наемника Якира, который приводит героя к Зиновскому. В приватной беседе профессор раскрывает свой фанатичный интерес к возможностям, которые предоставляет «Дыра», в процессе на глазах у Родана убивая Елену, к которой герой начал испытывать взаимную симпатию (её смерти можно избежать, если заблаговременно звонить Елене и убедить её покинуть «Свалку»). Якир, убедившись в коррумпированности Зиновского, убивает его и освобождает Родана, которого провожает в Вакуумные палаты, где содержатся некие Слепые Оракулы.
Добравшись до Оракулов, Родан узнает, как можно закрыть «Дыру», и возвращается обратно в Киев. С боем пробившись в центр столицы, где скопление монстров наиболее велико, Родан прибывает в цитадель, где предположительно должен находится механизм закрытия портала. Однако со слов профессора Горина, наблюдающего за героем издалека вместе с Якиром, становится ясно, что последним ключом для закрытия «Дыры» является сам Родан — искусственный человек, созданный для этой задачи, но воспитанный одним из Лордов как собственный сын. Родан, тем не менее, входит в портал, что приводит к разрушению цитадели и закрытию «Дыры».

## Музыка к игре
Большую часть композиций для саундтрека к игре написали участники российского электронного проекта NewTone. Песни, вошедшие в OST, вышли на дебютном альбоме группы No Copyrights, который издал лейбл М2 и российский торрент-трекер torrents.ru (в настоящее время rutracker.org). Релиз — 20 сентября 2008 года.